# 朱志尧
朱志尧（1863年9月7日—1955年3月17日），圣名尼格老，字宠德，号开甲，清朝和中華民國大陸時期企业家，中国十大民族实业家之一。

## 家族
朱志尧家族是明朝皇室后裔逃到青浦的一支，青浦也属松江府，所以也可算是松江朱氏。推至10代以上祖宗应在淀山湖周边。
朱家祖居江苏青浦（今上海青浦区）潭西的丝网棣，以捕鱼为生。据传，朱家祖上居住江苏沛地，明末从北方南下，后分为三支：一支到江西，即车袋角朱家的祖先，据说他们还保留着朱元璋的盔甲；一支到广东；再一支到江苏，即青浦丝网埭朱家。据青埔朱氏家谱记载，朱家始祖“席厚履丰，融融怡怡”。
朱家和天主教渊源甚深。天主教在上海地区的传播，可迫溯到明代万历年间，到清代康熙末年，江南共有十二座大教堂，五万多名教友，上海就有两座教堂，四万名教友。康熙末年，约在1720年前后，朱家开始信奉天主教。那时，尽管天主教徒已在江南逐渐蔓延，但在青浦，信教仍被认为是大逆不道之事。朱家遭到了族众的激烈反对，结果被赶出故里，移居金家庄。清朝雍正、乾隆年间，天主教遭清廷禁止，上海城的老天主堂也改成了关帝庙。朱家也是“家道中落，资财略散，”被迫“避世索居，藉渔自奉，浮家泛宅，出没震泽、淀、铆之间”，开始了以捕鱼为业、以船为家的生活。
到十九世纪初，朱家又迁到松江淀山湖西畔的诸巷。诸巷有朱、陆、周、潘、秦、姚、沈七姓，大都信奉天主教，大部分是避教难而迁居此地的。朱家到诸巷后勤恳治家，由渔而商，自湖而海，“获利甚丰，闻者咋舌。”到了朱志尧的父亲朱朴斋时，朱家已成为当地豪富。
1861年春，诸巷的7个天主教家族为避太平军战乱，移居上海董家渡圣方济各沙勿略主教座堂附近。其中朱家共有三房，分宅居住，朱朴斋一房称为黑墙头朱家。
朱朴斋(1828－1890)，原配诸巷沈氏，生一子；继妻亦为诸巷沈氏，生一子后于1859年去世；再续娶丹徒马氏，即马建勋、马相伯和马建忠的胞姐。马氏生有2个女儿——朱志贞、朱爱贞，和4个儿子：朱志尧、朱云佐（1865－1898年）、朱季球（1868年－1960年）、朱季琳（1874－1952年）。朱朴斋早年丧父，随叔父在沙船上“辅理船务”。

## 生平
清朝同治二年七月二十五日（1863年9月7日），朱志尧出生于上海南市董家渡。受天主教洗礼后取教名“尼格老”（Nicolas）。早年朱志尧就读耶稣会在上海徐家汇创办、二舅马相伯担任校长的徐汇公学，学习法语和自然科学。1880年代曾数次作为随员随舅父马相伯、马建忠出访欧美。1882年，朱家遭遇风灾和火灾，沙船业和钱庄均遭受重大损失，父亲朱朴斋一病不起。于是朱志尧开始从商，担任沙船上的“耆民”（经理）。1886年，三舅马建忠任轮船招商局总办，1888年介绍朱志尧担任江天轮（行驶上海、宁波航线）、江裕轮（行驶上海、汉口航线）的“坐舱”（承包人）。由于其表现出色，虽然马建忠于1891年被盛宣怀排挤出轮船招商局，但是盛宣怀仍然留用了朱志尧。其间在1893年，他第9次参加科举考试，考中青浦县附生。
1897年，盛宣怀任命朱志尧为大德榨油厂总办，创办该厂，试制成功新式棉籽榨油机。1898年，帮助筹建法商东方汇理银行上海分行的弟弟朱云佐去世，于是朱志尧由马相伯、马建忠推荐，接替朱云佐出任东方汇理银行买办，次年，东方汇理银行上海分行在上海法租界内正式营业，1911年迁入外滩29号大楼。
戊戌变法时期，朱志尧创办《格致新报》，鼓吹实业救国。1904年，他投资创办求新制造机器轮船厂，厂址在南市黄浦江边（今南浦大桥南侧的求新造船厂）。求新厂在5年内为张謇的大达轮船公司、英商马立斯轮船公司等制造了48艘船舶；1910年研制成功中国第一台新式火油内燃机；并且承建上海外白渡桥以及沪宁铁路、沪杭甬铁路的多座桥梁，业务顺利发展。
朱志尧经营求新厂取得成功后，大举进行扩张，自1905年之后十余年中，陆续创办同昌榨油厂、华商电气公司、北京溥利呢革厂、上海同昌纱厂、申大面粉厂、安徽宝兴铁矿公司等。到1910年，朱志尧的总投资额达到365万元，在买办出身的企业家中仅次于虞洽卿和祝大椿而名列第三位。
朱志尧经营求新厂为他带来了巨大的声望，1905年上海成立城厢总工程局（后改为自治公所），朱志尧当选为议事会33名名誉董事之一。1910年朱志尧被选为江苏咨议局议员。1911年辛亥革命时，他从法租界公董局借来枪支，发起成立董家渡保卫团。上海宣布独立后，他还一度被沪军都督府任命为江南船坞（今江南造船厂）经理。
在第一次世界大战中，由于钢材价格暴涨，求新厂出现经营亏损，所欠东方汇理银行的近400万元债务无力偿还，资不抵债，几经交涉，在1919年8月27日宣布求新厂“中法合办”，其中法商60万两，中国官股50万两，朱志尧商股10万两，但是官股和朱氏商股均由东方汇理银行代垫。
朱志尧失去求新厂以后，将经营重点转向航运业。1923年，他创办大通仁记航业公司，专驶上海至扬州航线。1927年退出东方汇理银行后，1928年与幼弟朱季琳合办合众航业公司，专开连云港航线。1930年，再在王家码头南侧创立合众码头仓库公司，开辟阜宁航线。这3个航运公司经营苏北航线，都取得了成功，成为可与大达轮船公司虞洽卿相匹敌的“航运大王”。而华商电气公司的业务也取得了巨大成功，供电范围远达徐家汇教会区和浦东，有轨电车的轨道也在南市区继续延伸，盈利颇多。
1937年8月13日，淞沪会战爆发，合众航运公司的轮船大多被政府征用，自沉于江阴、马当等处长江航道，阻挡日军军舰深入内地。大通轮船公司仅有一艘隆大号成功逃往重庆。华商电气公司的发电机、锅炉、电车、电杆、铁轨等设施均被日军拆除出售。朱家在南市的码头和房产全部被毁，朱氏企业因之遭受灭顶之灾。朱志尧本人也被迫离开南市寓所，避居法租界，起初寄居在六弟朱季琳在爱麦虞限路33号（今绍兴路5号）的住所，后来搬往万宜坊（今重庆南路205弄）41号的新式里弄房屋居住。
1945年抗战结束后，朱志尧只能收回合众码头仓库公司、宝兴煤矿及大通公司仅剩的一艘隆大号轮船。1949年5月，隆大号轮船被政府军征用，沉没在黄浦江江海关码头，以阻挡解放军的进攻；在宝兴煤矿的股票也被合伙人设计骗走，仅剩下唯一的产业合众码头仓库公司。1955年，合众码头仓库公司交给新政府经营。1955年3月17日，朱志尧病逝于上海万宜坊寓所，享年92岁，安葬于西郊息焉公墓，墓地毁于1966年文革。

## 信仰和宗教活动
朱志尧对于天主教信仰极为虔诚，一生始终居住在教堂附近，1937年以前住在董家渡圣方济各沙勿略堂附近，此后住在圣伯多禄堂附近；他每天必去教堂，董家渡宅第内也设有圣堂；平日热心于“做哀怜”（施舍济贫），抗战中更是倾其所有，1942年他出售浦东土地获得300万元，将其中170万元献给教会，其中包括在10天内，在家中向贫困教徒发放90万元现金。1912年，朱志尧发起成立公教进行会上海分会，并任副会长；该会创办的进行小学、明德女校、正修初中、杨树浦圣心医院、北桥普慈疗养院以及松江若瑟医院等许多教育慈善机构，都得到了朱志尧的大力捐助。每个周六，朱志尧都会与陆伯鸿轮流到进行小学和明德女校演讲，而每周还会有一天，与陆伯鸿到马斯南路南端的法租界监狱劝说罪犯弃恶从善，并为死刑犯施行洗礼。1926年，他的胞弟朱季球出任新成立的天主教海门教区主教后，教区各项事业的经费，也大多得到了朱志尧的捐助。1937年，罗马教廷颁发给朱志尧“圣西尔物斯德赍骑尉勋位”。

## 家庭
朱志尧共有7子1女。长子朱安生出家修道，曾任江阴市青阳镇圣母堂本堂神父；次子朱迎生，是中国第一位参加第一次世界大战并建立战功的飞行員；二女朱月宝，进拯亡会修女院；三子朱希生（又名朱希圣），满腹经纶，多才多艺，做过法文教授。年轻时创作的《卢沟桥》是一首抗日爱国歌曲；四子朱信生，负责大通轮船公司；五子朱义生，毕业于美国但登大学，负责合众码头仓库公司；六子朱培生，任中西书室总经理；七子朱达生，在小南门救火会开救火车。